# Łąki nad Szyszłą
Łąki nad Szyszłą este o arie protejată (sit de importanță comunitară — SCI) din Polonia întinsă pe o suprafață de 981,05 ha, integral pe uscat.

## Localizare
Centrul sitului Łąki nad Szyszłą este situat la coordonatele 50°25′13″N 23°38′31″E / 50.4203°N 23.642°E.

## Înființare
Situl Łąki nad Szyszłą a fost declarat sit de importanță comunitară în septembrie 2006 pentru a proteja 2 specii de plante și 5 specii de animale.

## Biodiversitate
Situată în ecoregiunea continentală, aria protejată conține 7 habitate naturale: Ape puternic oligomezotrofe cu vegetație bentonică cu Chara spp., Lacuri și iazuri distrofice naturale, Cursuri de apă de la nivel de câmpie la nivel montan, cu vegetație Ranunculion fluitantis și Callitricho-Batrachion, Pajiști cu Molinia pe soluri calcaroase, turboase sau argilos-nămoloase (Molinion caeruleae), Fânețe de joasă altitudine (Alopecurus pratensis, Sanguisorba officinalis), Mlaștini calcaroase cu Cladium mariscus și specii de Caricion davallianae, Mlaștini alcaline.
La baza desemnării sitului se află mai multe specii protejate:
- plante (2): Angelica palustris, moșișoare (Liparis loeselii)
- amfibieni (1): buhai de baltă cu burta roșie (Bombina bombina)
- mamifere (2): castor (Castor fiber), vidră de râu (Lutra lutra)
- nevertebrate (2): Phengaris nausithous, Phengaris teleius